# أملودية ندفية
أملودية ندفية (الاسم العلمي:Rhipsalis floccosa) هي نوع من النباتات تتبع جنس الأملودية من الفصيلة الصبارية.